# Nationalparker i USA
I USA er der 58 beskyttede naturområder områder, kendt som nationalparker, der administreres af National Park Service, en styrelse under landets Indenrigsministerium. Oprettelse af nationalparker vedtages ved lov af Kongressen. 

## Historie
Loven om den første nationalpark, Yellowstone, blev underskrevet af præsident Ulysses S. Grant i 1872, herefter fulgte nationalparkerne Sequoia og Yosemite i 1893. Med loven National Park Service Organic Act fra 1916, blev National Park Service etableret med det formål "at bevare landskabet, de naturlige og historiske elementer samt dyrelivet, og gøre det muligt at få glæde deraf på en sådan måde, at de vil forblive ubeskadigede til glæde for fremtidige generationer."
Nationalparker er normalt kendetegnet ved en bred vifte af naturressourcer fordelt på et stort område. Præsidenten havde tidligere beskyttet mange af nationalparkerne som National Monuments (nationalmonumenter) jævnfør Antiquities Act-loven, før kongressen gav dem deres nye status. Syv nationalparker er knyttet til National Preserves (naturbeskyttelsesområder), hvoraf seks ligger i delstaten Alaska. Naturbeskyttelsesområderne er under fælles administration med nationalparkerne, men betragtes som enheder og deres arealer er ikke medtaget i tallene herunder. Den nyeste nationalpark er Great Sand Dunes, som blev oprettet i 2004.
Der er nationalparker i 27 amerikanske delstater, samt i de selvstyrende områder Amerikansk Samoa og de Amerikanske Jomfruøer. Delstaterne Alaska og Californien har flest nationalparker, med hver otte, efterfulgt af Utah med fem og Colorado med fire. Den største nationalpark er Wrangell–St. Elias i Alaska; med et areal på over 32.000 km² (et areal lidt større end Jylland på 29.777 km²), er den større end hver af de ni mindste delstater. De tre næste af de største nationalparker ligger også i Alaska. Den mindste er Hot Springs i Arkansas, hvis areal er på mindre end 24 km² (et areal en smule større end den danske ø Fur på 22 km²). Det totale areal, der nyder beskyttelse som nationalparker er på omkring 210.000 km² (et areal der er fem gange større end Danmark), med et gennemsnit på 3.620 km², men en median på kun 1.280 km².
Den mest besøgte nationalpark er Great Smoky Mountains, med over ni millioner årlige besøgende i 2011, efterfulgt af Grand Canyon, med over fire millioner; i modsætning hertil blev den afsidesliggende Lake Clark i Alaska besøgt af færre end 5.227 personer. Fjorten nationalparker er på UNESCOs Verdensarvsliste.
Nogle få nationalparker har enten fået en anden benævnelse eller er blevet nedlagt. Nogle gange benævnes andre af National Park Services områder ukorrekt som nationalparker.

## Nationalparker
| Navn                         | Foto | Beliggenhed                                                 | Oprettet           | Areal        | Beskrivelse |
| ---------------------------- | ---- | ----------------------------------------------------------- | ------------------ | ------------ | --- |
| Acadia                       |      | Maine 44°21′N 68°13′V / 44.35°N 68.21°V                     | 26. februar 1919   | 191,8 km²    | Acadia, som dækker det meste af Mount Desert Island og andre kystnære øer, beskytter det højeste bjerg på atlanterhavskysten, granitbjergtinder, kystlinjen, skovområder og søer. Der er ferskvand, flodudmundinger, skov og tidevandszoner. |
| American Samoa               |      | Amerikansk Samoa 14°15′S 170°41′V / 14.25°S 170.68°V        | 31. oktober 1988   | 36,4 km²     | Den sydligste nationalpark ligger på tre somoranske øer og beskytter koralrev, regnskov, vulkanske bjerge og hvide sandstrande. Området er også hjemsted for samoranske flyvehunde, brun sule, havskildpadder og 900 fiskearter. |
| Arches                       |      | Utah 38°41′N 109°34′V / 38.68°N 109.57°V                    | 12. november 1971  | 309,7 km²    | I området er der flere end 2.000 naturlige sandstensbuer, blandt andre Delicate Arch. I et ørkenklima har millioner af års erosion skabt buerne, mens den ufrugtbare jord har en livsopretholdende overflade med huller, som er naturligt vandopsamlende. Andre geologiske klippeformationer er søjler, spir, finner og tårne. |
| Badlands                     |      | South Dakota 43°45′N 102°30′V / 43.75°N 102.50°V            | 10. november 1978  | 982,4 km²    | Badlands er et antal butter, bjergtinder og græsdækkede prærier. Her finder man verdens rigeste fossillag fra den oligocæne æra, mens dyrelivet består af blandt andre bison, bighornfår, sortfodet ilder og prærieræv. |
| Big Bend                     |      | Texas 29°15′N 103°15′V / 29.25°N 103.25°V                   | 12. juni 1944      | 3.242,2 km²  | Nationalparken, som er opkaldt efter Rio Grande-flodens bugtning langs grænsen mellem USA og Mexico, omfatter en del af Chihuahuanørkenen. Inden for parkens grænser er der en mangfoldighed af kridt- og tertiære forsteninger, foruden indianske kulturgenstande. |
| Biscayne                     |      | Florida 25°39′N 80°05′V / 25.65°N 80.08°V                   | 28. juni 1980      | 699,8 km²    | Parken, der ligger i Biscaynebugten, i den nordlige ende af øgruppen Florida Keys, har fire forbundne havøkosystemer: mangroveskove, bugten, øgruppen og koralrev. Truede dyrearter er blandt andre vestindisk manatar, spidskrokodille, forskellige havskildpadder og vandrefalk. |
| Black Canyon of the Gunnison |      | Colorado 38°34′N 107°43′V / 38.57°N 107.72°V                | 21. oktober 1999   | 133,3 km²    | En fjerdedel af Gunnisonfloden beskyttes af parken, hvor der er mørke kløftvægge fra prækambriumæraen. Kløften har meget stejle nedstigninger, og benyttes til rafting og bjergklatring. Den smalle, stejle kløft, lavet af gnejs og glimmerskifer, er ofte i skygge og synes sort, deraf navnet Black Canyon, den sorte kløft. |
| Bryce Canyon                 |      | Utah 37°34′N 112°11′V / 37.57°N 112.18°V                    | 25. februar 1928   | 145,0 km²    | Bryce Canyon er et stort, naturligt amfiteater langs Paunsaugunt Plateau. Det unikke område har hundredvis af høje jordpyramider dannet ved erosion. Oprindelig var området bosat af indianere og senere mormonpionærer. |
| Canyonlands                  |      | Utah 38°12′N 109°56′V / 38.2°N 109.93°V                     | 12. september 1964 | 1.366,2 km²  | Landskabet blev eroderet til kløfter, butter og taffelbjerge af Coloradofloden, Green River-floden og deres bifloder, som opdeler parken i fire distrikter. Der er klippefialer og andre naturligt skulpterede klipper, så vel som fortidsminder fra anasaziafolket. |
| Capitol Reef                 |      | Utah 38°12′N 111°10′V / 38.20°N 111.17°V                    | 18. december 1971  | 979,0 km²    | Parkens Waterpocket Fold er en 160 kilometer lang monoklin, som viser jordens geologiske lag. Andre naturlige forekomster er monolitter og sandstenskupler- og klinter, formet som United States Capitol. |
| Carlsbad Caverns             |      | New Mexico 32°10′N 104°26′V / 32.17°N 104.44°V              | 14. maj 1930       | 189,3 km²    | Carlsbad Caverns har 117 huler, hvoraf den længste er på 190 kilometer. Det store værelse, Big Room, er næsten 1.200 meter langt, og hulerne er hjemsted for over 400.000 tadarida brasiliensis-flagermus og seksten andre arter. Over jordoverfladen ligger Chihuahuanørkenen og Rattlesnake Springs. |
| Channel Islands              |      | California 34°01′N 119°25′V / 34.01°N 119.42°V              | 5. marts 1980      | 1.009,9 km²  | Fem af de otte Kanaløer er beskyttede, og halvdelen af parkens område er i vandet. Øerne har et unikt middelhavsagtigt økosystem. De er hjemsted for over 2.000 arter af landplanter og dyr, heraf 145 unikke. Oprindelig blev øerne bosat af chumashfolket. |
| Congaree                     |      | South Carolina 33°47′N 80°47′V / 33.78°N 80.78°V            | 10. november 2003  | 107,4 km²    | Beliggende ved Congareefloden, består parken af størstedelen af den tilbageværende urskovsflodslette i Nordamerika. Nogle af træerne er de højeste i det østlige USA, og Boardwalk Loop er en hævet gangsti gennem sumpen. |
| Crater Lake                  |      | Oregon 42°56′N 122°06′V / 42.94°N 122.1°V                   | 22. maj 1902       | 741,5 km²    | Søen Crater Lake ligger i vulkanen Mount Mazamas caldera, dannet for 7.700 år siden efter et udbrud. Det er den dybeste sø i USA og den er kendt for sit blå og klare vand. Der er to øer i søen, og da der hverken er tilløb eller udløb, kommer alt vandet fra nedbør. |
| Cuyahoga Valley              |      | Ohio 41°14′N 81°33′V / 41.24°N 81.55°V                      | 11. oktober 2000   | 133,0 km²    | Parken, som løber langs Cuyahogafloden, har vandfald, bakker, vandrestier og udstillinger af tidligt landliv. Vandrestien Ohio and Erie Canal Towpath Trail følger kanalen Ohio and Erie Canal, hvor mulddyr trak kanalbåde. Parken har mange historiske hjem, broer og andre bygninger. Parken byder også på en malerisk togtur med forskellige tilgængelige udflugter. |
| Death Valley                 |      | California, Nevada 36°14′N 116°49′V / 36.24°N 116.82°V      | 31. oktober 1994   | 13.647,6 km² | Death Valley, dødens dal, er det varmeste, lavest beliggende og tørreste sted i USA. I dagtimerne har temperaturen været oppe på 54° celsius. Dalen er hjemsted for Badwater Basin, det laveste punkt på den vestlige halvkugle. Der er kløfter, farverige ufrugtbare områder, sandklitter, bjerge og over 1.000 plantearter i denne graben i en forkastningszone. Andre geologisk interessante steder er saltsletter, kilder og butter. |
| Denali                       |      | Alaska 63°20′N 150°30′V / 63.33°N 150.50°V                  | 26. februar 1917   | 19.185,8 km² | Denali, som omgiver bjerget Mount McKinley, det højeste i Nordamerika, betjenes af én enkelt vej som fører til søen Wonder Lake. McKinley og andre toppe i bjergkæden Alaska Range er dækket af lange gletsjere og taiga. Dyrelivet består blandt andre af gråbjørn, snefår, karibou og grå ulv. |
| Dry Tortugas                 |      | Florida 24°38′N 82°52′V / 24.63°N 82.87°V                   | 26. oktober 1992   | 261,8 km²    | Det ufærdige Fort Jefferson, den største murværk på den vestlige halvkugle, ligger på en af Dry Tortugas-øerne på den vestlige side af øgruppen Florida Keys. Det meste af nationalparken er vand, som er hjemsted for koralrev og skibsvrag, og kun er tilgængelig ved hjælp af fly eller båd. |
| Everglades                   |      | Florida 25°19′N 80°56′V / 25.32°N 80.93°V                   | 30. maj 1934       | 6.104,8 km²  | Everglades er den største subtropiske vildmark i USA. Mangroveøkosystemet og flodmundingen er hjemsted for 36 beskyttede arter, herunder floridapanter, spidskrokodille og vestindisk manat. Nogle områder er blevet udtørret og udviklet; genetableringsprojekter har til formål at genetablere økologien. |
| Gates of the Arctic          |      | Alaska 67°47′N 153°18′V / 67.78°N 153.30°V                  | 2. december 1980   | 30.448,1 km² | Den nordligste park beskytter dele af bjergkæden Brooks Range og har ingen parkfaciliteter. Området er hjemsted for dele af Alaskas oprindelige befolkning, der har levet af jorden og rensdyr i 11.000 år. |
| Glacier                      |      | Montana 48°48′N 114°00′V / 48.80°N 114.00°V                 | 11. maj 1910       | 4.101,8 km²  | Som en del af Waterton Glacier International Peace Park, har nationalparken 26 tilbageværende gletsjere og 130 navngivne søer under de høje Rocky Mountain-bjergtinder. Der er historiske hoteller og en skelsættende vej i området med hastigt tilbagetrækkende gletsjere. Bjergene, som er dannet af en forkastning, har verdens bedste sedimetære forsteninger fra proterozoikumæraen. |
| Glacier Bay                  |      | Alaska 58°30′N 137°00′V / 58.50°N 137.00°V                  | 2. december 1980   | 13.050,5 km² | Glacier Bay har talrige tidevandsgletsjere, bjerge og fjorde. Den tempererede regnskov og bugten er hjemsted for gråbjørne, bjerggeder, hvaler, sæler og ørne. Ved George Vancouvers opdagelse af bugten i 1794, var den helt dækket af is, men gletsjerne har trukket sig over 100 kilometer tilbage. |
| Grand Canyon                 |      | Arizona 36°04′N 112°08′V / 36.06°N 112.14°V                 | 26. februar 1919   | 4.926,7 km²  | Grand Canyon, udskåret af Coloradofloden, er 446 kilometer lang, op til 1,6 kilometer dyb og op til 24 kilometer bred. Millioner af års eksponering har dannet farverige lag i Colorado Plateauets taffelbjerge og kløftvægge. |
| Grand Teton                  |      | Wyoming 43°44′N 110°48′V / 43.73°N 110.80°V                 | 26. februar 1929   | 1.254,5 km²  | Grand Teton er et af de højeste bjerge i bjergkæden Teton Range. Parkens Jackson Hole-dal og piedmontspejlsøer er i kontrast til de høje bjerge, der brat rejser sig fra den glaciale salviedækkede dal. |
| Great Basin                  |      | Nevada 38°59′N 114°18′V / 38.98°N 114.30°V                  | 27. oktober 1986   | 312,3 km²    | Omgivende Wheeler Peak, har Great Basin-bækkenet 5.000 år gamle balfourianae-fyrretræer, gletsjermoræner og limstenshulerne Lehman Caves. Her oplever man en af landets mørkeste nattehimler, og der er dyrearter så som corynorhinus townsendii-flagermusen, gaffelbuk og Bonnevilles rødstrubet ørred. |
| Great Sand Dunes             |      | Colorado 37°44′N 105°31′V / 37.73°N 105.51°V                | 13. september 2004 | 173,9 km²    | De højeste klitter i Nordamerika er op til 230 meter høje og er naboer til græsområder, kratområder og vådområder. Klitterne blev dannet af sandaflejringer fra Rio Grande-floden i dalen San Luis Valley. Parken har også alpine søer, seks bjerge med en højde på omkring 4.000 meter og ældgamle skove. |
| Great Smoky Mountains        |      | North Carolina, Tennessee 35°41′N 83°32′V / 35.68°N 83.53°V | 15. juni 1934      | 2.110,4 km²  | Bjergkæden Great Smoky Mountains, som er en del af bjergkæden Appalachian Mountains, har toppe med noget forskellige højder, hvilket gør dem til hjemsted for 400 hvirveldyrsarter, 100 træarter og 5.000 plantearter. Vandring er parkens hovedattraktion, med blandt andet over 110 kilometer af vandrestien Appalachian Trail. Andre aktiviteter er fiskeri, ridning og besøg i nogle af parkens næsten 80 historiske steder. |
| Guadalupe Mountains          |      | Texas 31°55′N 104°52′V / 31.92°N 104.87°V                   | 15. oktober 1966   | 349,7 km²    | I parken ligger bjergtoppen Guadalupe Peak, det højeste punkt i Texas, den maleriske kløft McKittrick Canyon fyldt med lønnetræer af slægten acer grandidentatum, en del af Chihuahuanørkenen og et forstenet rev fra permtiden. |
| Haleakalā                    |      | Hawaii 20°43′N 156°10′V / 20.72°N 156.17°V                  | 1. august 1916     | 117,7 km²    | Vulkanen Haleakalā på Maui, en af Hawaii-øerne, har et meget stort krater med mange slaggevulkaner, Hosmer's Grove med gammel eksperimentel skovplantning og hjemhørende hawaiigås. Kīpahulu-afsnittet har talrige damme med ferskvandsfisk. Nationalparken indeholder det største antal truede dyrearter. |
| Hawaii Volcanoes             |      | Hawaii 19°23′N 155°12′V / 19.38°N 155.20°V                  | 1. august 1916     | 1.308,9 km²  | Parken ligger på Hawaii og beskytter Kīlauea og Mauna Loa, to af verdens mest aktive vulkaner. De forskelligartede økosystemer i parken, har en beliggenhed der spænder fra niveau med havoverfladen til 4.000 meter derover. |
| Hot Springs                  |      | Arkansas 34°31′N 93°03′V / 34.51°N 93.05°V                  | 4. marts 1921      | 22,5 km²     | Den eneste nationalpark i et byområde er også den mindste, og omgiver de naturlige varme kilder, som benyttes af offentligheden. Bathhouse Row bevarer 47 badehuse med mange nyttige mineraler. |
| Isle Royale                  |      | Michigan 48°06′N 88°33′V / 48.10°N 88.55°V                  | 3. marts 1931      | 2.314,0 km²  | Som den største ø i søen Lake Superior, er parken en isoleret vildmark. Der er mange skibsvrag, vandveje og vandrestier. Parken indeholder også over 400 mindre øer i vandet op til 7,2 kilometer fra hovedøen. Der er kun omkring tyve patterdyrsarter, og den er kendt for sit unikke prædationsforhold mellem ulv og elg, hvor ulvene (næsten) ikke har andre byttedyr og elgene ingen andre rovdyr. |
| Joshua Tree                  |      | California 33°47′N 115°54′V / 33.79°N 115.90°V              | 31. oktober 1994   | 3.196,0 km²  | Området, der dækker dele af Colorado- og Mojaveørkenen samt bjergkæden Little San Bernardino Mountains, er hjemsted for yucca brevifolia (joshuatræer). Over store højdeforskelle er der sandklitter, saltsletter, forrevne bjerge og granitmonolitter. |
| Katmai                       |      | Alaska 58°30′N 155°00′V / 58.50°N 155.00°V                  | 2. december 1980   | 14.870,3 km² | Parken på Alaskahalvøen beskytter dalen Valley of Ten Thousand Smokes, en askestrøm dannet under vulkanen Novaruptas udbrud i 1912, samt bjerget Mount Katmai. Der kommer over 2.000 brune bjørne for at fange gydende laks. |
| Kenai Fjords                 |      | Alaska 59°55′N 149°39′V / 59.92°N 149.65°V                  | 2. december 1980   | 2.711,3 km²  | Tæt på Seward på Kenai-halvøen, beskytter parken Harding Icefield samt mindst 38 gletsjere og fjorde, som stammer fra dem. Det eneste område, som er vejmæssigt tilgængelig for offentligheden, er Exit-gletsjer, mens resten kun kan ses fra båd. |
| Kings Canyon                 |      | California 36°48′N 118°33′V / 36.80°N 118.55°V              | 4. marts 1940      | 1.869,2 km²  | Parken, der er hjemsted for flere mammuttræbevoksninger og General Grant Tree, verdens næststørste træ, gennemløbes også af Kings River-floden, huser Kings Canyon-granitkløften, gennemløbes af San Joaquin River-floden, samt huser hulen Boyden Cave. |
| Kobuk Valley                 |      | Alaska 67°33′N 159°17′V / 67.55°N 159.28°V                  | 2. december 1980   | 7.084,9 km²  | Gennem Kobuk Valley (Kobukdalen) løber 98 kilometer af Kobuk River-floden og der er tre områder med sandklitter. Klitterne Great Kobuk, Little Kobuk og Hunt River Sand Dunes, som er skabt af gletsjere, kan nå en højde på 30 meter og en temperatur på 38° celsius, og de er de største klitter i det arktiske område. To gange om året migrerer to millioner rensdyr gennem klitterne og over flodskrænterne, som indeholder fossiler fra stenalderen. Det er den mindst besøgte nationalpark.                                          |
| Lake Clark                   |      | Alaska 60°58′N 153°25′V / 60.97°N 153.42°V                  | 2. december 1980   | 10.601,7 km² | Området, der omgiver søen Lake Clark har fire aktive vulkaner, herunder Mount Redoubt, samt floder, gletsjere og vandfald. Der er tempereret regnskov, en tundrahøjslette og tre bjergkæder. |
| Lassen Volcanic              |      | California 40°29′N 121°31′V / 40.49°N 121.51°V              | 9. august 1916     | 430,5 km²    | Vulkanen Lassen Peak, den største lavakuppel i verden, har i parken selskab af tre andre vulkantyper: skjold, slagge og strato. Ud over vulkanen, der senest var i udbrud i 1915, har parken hydrotermiske områder, herunder fumaroler, huller med kogende vand og damp fra undergrunden, opvarmet af flydende klippe under bjergtoppen. |
| Mammoth Cave                 |      | Kentucky 37°11′N 86°06′V / 37.18°N 86.10°V                  | 1. juli 1941       | 213,8 km²    | Med 631 kilometer kortlagte passager, er Mammoth Cave langt det største hulsystem i verden. Blandt dyrelivet i hulerne er der otte forskellige flagermusarter, Kentucky-hulerejer, fiskearten amblyopsis spelaea og halepadder. Over jordoverfladen ligger floden Green River, 110 kilometer vandrestier, jordfaldshuller og kilder. |
| Mesa Verde                   |      | Colorado 37°11′N 108°29′V / 37.18°N 108.49°V                | 29. juni 1906      | 210,9 km²    | Området har over 4.000 fortidsminder fra anasazifolket, der boede her for 700 år siden. Bosættelser i klinter, bygget i det 12. og 13. århundrede er blandt andre Cliff Palace (Klintepaladset), der har 150 værelser og 23 kivaer (religiøse rum), og Balcony House (Balkonhuset) med passager og tunneler. |
| Mount Rainier                |      | Washington 46°51′N 121°45′V / 46.85°N 121.75°V              | 2. marts 1899      | 953,5 km²    | Mount Rainier, en aktiv vulkan, er den mest bemærkelsesværdige bjergtop i Cascades-bjergkæden, som er dækket af 26 navngivne gletsjere, herunder Carbon Glacier og Emmons Glacier, de største i det kontinentale USA. Det er et populært sted at klatre, og mere end halvdelen af parken er dækket af subapline og alpine skove. Området Paradise på den sydlige side af Mount Rainier er et af de mest snerige steder i verden, og Longmire-besøgscenteret er udgangspunktet for vandrestien Wonderland Trail, der løber rundt om bjerget. |
| North Cascades               |      | Washington 48°42′N 121°12′V / 48.70°N 121.20°V              | 2. oktober 1968    | 2.042,8 km²  | Stedet omfatter nationalparkens to enheder samt fritidsområderne ved søerne Ross Lake og Lake Chelan. Der er mange gletsjere, mens populære vandre- og klatreområder er Cascade Pass, Mount Shuksan, Mount Triumph og Eldorado Peak. |
| Olympic                      |      | Washington 47°58′N 123°30′V / 47.97°N 123.50°V              | 29. juni 1938      | 3.733,8 km²  | Parken, som ligger på Olympic-halvøen, spænder fra stillehavskysten med tidevandssøer over tempereret regnskov til bjerget Mount Olympus. Den gletsjerdækkede bjergkæde Olympic Mountains ligger med udsigt til regnskovene Hoh og Quinault, det vådeste område i de kontinentale USA. |
| Petrified Forest             |      | Arizona 35°04′N 109°47′V / 35.07°N 109.78°V                 | 9. december 1962   | 378,5 km²    | I denne del af Chinle Formation er der en stor koncentration af 225 millioner år gammelt forstenet træ. Det omgivende område, Painted Desert (den malede ørken), har eroderet rødfarvede vulkansk klippe kaldet bentonit. Der er også dinosaurusfossiler og over 350 indianske fortidsminder. |
| Redwood                      |      | California 41°18′N 124°00′V / 41.30°N 124.00°V              | 2. oktober 1968    | 455,3 km²    | Parken administreres i fællesskab med delstaten og beskytter næsten halvdalen af alle tilbageværende rødtræer, verdens højeste træer. Der er tre store flodsystemer i dette meget seismisk aktive område, og de 60 kilometer beskyttet kystlinje har tidevandssøer og alenestående klippeformation. Prærien, flodmundinger, kysten, floderne og skovøkosystemet har vekslende dyreliv og plantearter. |
| Rocky Mountain               |      | Colorado 40°24′N 105°35′V / 40.40°N 105.58°V                | 26. januar 1915    | 1.075,8 km²  | Denne del af bjergkæden Rocky Mountains har økosystemer beliggende i varierende højder fra over 150 bredzonesøer til bjergøkosystemer og subapline skove til alpin tundra. Et stort dyreliv bestående af blandt andre mulddyr, bighornfår, sorte bjørne og pumaer, holder til i de vulkanske bjerge og gletsjerdale. Det over 4.000 meter høje bjerg Longs Peak og søen Bear Lake er populære udflugtsmål. |
| Saguaro                      |      | Arizona 32°15′N 110°30′V / 32.25°N 110.50°V                 | 14. oktober 1994   | 370,0 km²    | Den tørre Sonoraørken, som er opdelt i to separate distrikter, Rincon Mountain og Tucson Mountain, er stadig hjemsted for meget liv i seks biocønoser. Ud over navnefællen, kæmpekaktussen (saguaro), er der tøndekaktusser, cylinderopuntiakaktusser og opuntiakaktusser, foruden leptonycteris yerbabuenae-flagermus, strix occidentalis-ugler og navlesvin. |
| Sequoia                      |      | California 36°26′N 118°41′V / 36.43°N 118.68°V              | 25. september 1890 | 1.635,1 km²  | Parken beskytter Giant Forest-skoven, hvor man finder verdens største træ, General Sherman, og fire ud af de næste ni største træer. Der er også over 240 huler, det højeste bjerg, Mount Whitney, i de 48 sammenhængende delstater, samt granitkuplen Moro Rock. |
| Shenandoah                   |      | Virginia 38°32′N 78°21′V / 38.53°N 78.35°V                  | 22. maj 1926       | 805,5 km²    | Shenandoahs Blue Ridge Mountains-bjergkæde er dækket af løvtræsskove, som er hjemsted for dyr i titusindvis. Vejen Skyline Drive og vandrestien Appalachian Trail gennemløber hele den smalle park, som har flere end 800 km vandrestier langs udsigtspunkter og vandfald ved Shenandoahfloden. |
| Theodore Roosevelt           |      | North Dakota 46°58′N 103°27′V / 46.97°N 103.45°V            | 10. november 1978  | 285,1 km²    | Området, der fristede og inspirerede præsident Theodore Roosevelt, er nu nationalpark bestående af tre enheder i de ufrugtbare landområder. Ud over Roosevelts historiske hytte, er der mulighed for maleriske køreture og vandring i baglandet. Dyrelivet består blandt andre af amerikansk bison, gaffelbuk, bighornfår og vildhest. |
| Virgin Islands               |      | Amerikanske Jomfruøer 18°20′N 64°44′V / 18.33°N 64.73°V     | 2. august 1956     | 59,4 km²     | Den tidligere danske koloni, øen Sankt Jan, har en omfattende menneskelig og naturlig historie. Der er arkæologiske levn fra tainofolket og ruiner af sukkerplantager fra Columbus' tid. Forbi de uberørte strande, er der mangrovebevoksning, søgræs, koralrev og algesletter. |
| Voyageurs                    |      | Minnesota 48°30′N 92°53′V / 48.50°N 92.88°V                 | 8. januar 1971     | 883,0 km²    | Parken dækker fire hovedsøer, som benyttes til kano- og kajakroning, fiskeri, og hvis historie omfatter ojibwafolket, franske pelshandlere (voyageurs, der har givet navn til parken) og guldfeber. Området, der er dannet af gletsjere har høje klinter, haver af sten, øer og bugter samt historiske bygninger. |
| Wind Cave                    |      | South Dakota 43°34′N 103°29′V / 43.57°N 103.48°V            | 9. januar 1903     | 114,5 km²    | Wind Cave (vindhulen) er kendetegnet ved sine kalcitfinneformationer kaldet boxwork og nålelignende vækster kaldet frostwork. Hulen, der blev opdaget på grund af den lyd vinden frembragte, når den kom fra et hul i jordoverfladen, er verdens mest kompakte hulesystem. Over jordoverfladen er der prærie med blandet græsvegetation, med dyreliv så som bison, sortfodet ilder og præriehund, samt skove med Gul-Fyr, der er hjemsted for puma og wapiti.                                                                               |
| Wrangell–St. Elias           |      | Alaska 61°00′N 142°00′V / 61.00°N 142.00°V                  | 2. december 1980   | 33.682,6 km² | Det bjergrige landskab er stedet hvor bjergkæderne Alaska, Chugach og Wrangell-Saint Elias mødes, og som indeholder mange af kontinentets højeste bjerge på over 4.900 meter, herunder Mount Saint Elias. Flere end 25 procent af parkens vulkanske bjergtoppe er dækket af gletsjere, herunder tidevandsgletsjeren Hubbard Glacier, piedmontgletsjeren Malaspina Glacier og dalgletsjeren Nabesna Glacier. |
| Yellowstone                  |      | Wyoming, Montana, Idaho 44°36′N 110°30′V / 44.60°N 110.50°V | 1. marts 1872      | 8.983,2 km²  | Verdens første nationalpark, beliggende i Yellowstone Caldera, har store geotermiske områder med varme kilder og gejsere, med Old Faithful og Grand Prismatic Spring som de bedst kendte. Den gultonede Grand Canyon ved Yellowstonefloden har utallige vandfald, og fire bjergkæder gennemløber nationalparken. Der er næsten 60 forskellige pattedyrsarter, herunder grå ulv, gråbjørn, los, bison og wapiti. |
| Yosemite                     |      | California 37°50′N 119°30′V / 37.83°N 119.50°V              | 1. oktober 1890    | 3.080,7 km²  | Yosemite har knejsende klippeskrænter, vandfald og mammuttræer i et mangeartet geologisk og hydrologisk område. Klippeformationerne Half Dome og El Capitan hæver sig fra den centrale gletsjerskabte dal Yosemite Valley, lige som Yosemite Falls, der er Nordamerikas højeste vandfald. Der er tre skovområder med mammuttræer og en stort vildmark, som er hjemsted for et mangfoldigt dyreliv. |
| Zion                         |      | Utah 37°18′N 113°03′V / 37.30°N 113.05°V                    | 19. november 1919  | 593,3 km²    | Det geologisk unikke område består af farverige sandstenskløfter, højsletter og klippetårne. Naturlige buer og blotlagte formationer fra Colorado Plateau udgør en stor vildmark bestående af fire økosystemer. |